# Luca Giaimi
Luca Giaimi (* 12. Januar 2005) ist ein italienischer Radsportler, der Rennen auf Bahn und Straße bestreitet.

## Sportlicher Werdegang
Seit dem Alter von sieben Jahren ist Luca Giaimi im Radsport aktiv; zunächst fuhr er Mountainbike.
2022 wurde Giaimi Junioren-Weltmeister in der Mannschaftsverfolgung auf der Bahn, auch auf europäischer Ebene errang er zwei Titel in Einer- und Mannschaftsverfolgung. Im Jahr danach konnte er bei den Junioren-Weltmeisterschaften den Erfolg in der Mannschaftsverfolgung wiederholen, in der Einerverfolgung errang er Silber. Bei der EM 2022 stellte er in der Einerverfolgung mit 3:07,596 Minuten einen neuen Weltrekord auf und war in der Mannschaftsverfolgung mit 3:53,980 Minuten an einem zweiten beteiligt.
Auf der Straße errang er 2023 den Titel des Junioren-Europameisters in der Mixed-Staffel (mit Andrea Essega, Federica Venturelli, Alice Toniolli, Andrea Montagner und Eleonora La Bella). Zudem wurde er in diesem Jahr nationaler Junioren-Meister im Einzelzeitfahren. Bei den Straßenradsport-Weltmeisterschaften 2023 belegte er im Zeitfahren der Junioren Platz sechs.
Zur Saison 2024 erhielt Giaimi einen Vertrag beim UCI Continental Team UAE Team Emirates Gen Z.

## Erfolge

### Straße
2023
- Junioren-Europameister – Mixed-Staffel (mit Andrea Essega, Federica Venturelli, Alice Toniolli, Andrea Montagner und Eleonora La Bella)
- eine Etappe Eroica (Junioren-Nationencup) – Mannschaftszeitfahren
- Gesamtwertung und eine Etappe Giro della Valdera
- eine Etappe Watersley Junior Challenge
- Italienischer Junioren-Meister – Einzelzeitfahren

2025
- Classica da Arrábida
- eine Etappe Volta ao Alentejo

### Bahn
2022
- Junioren-Weltmeister – Mannschaftsverfolgung (mit Renato Favero, Alessio Delle Vedove, Matteo Fiorin und Andrea Raccagni Noviero)
- Junioren-Europameister – Einerverfolgung, Mannschaftsverfolgung (mit Renato Favero, Alessio Delle Vedove und Andrea Raccagni Noviero)

2023
- Junioren-Weltmeister – Mannschaftsverfolgung (mit Renato Favero, Matteo Fiorin und Juan David Sierra)
- Junioren-Weltmeisterschaft – Einerverfolgung
- Junioren-Europameister – Einerverfolgung, Mannschaftsverfolgung (mit Renato Favero, Matteo Fiorin und Juan David Sierra)

2024
- U23-Europameister – Mannschaftsverfolgung (mit Renato Favero, Manlio Moro, Niccolò Galli und Samuel Quaranta)

2025
- U23-Europameisterschaft – Einerverfolgung, Mannschaftsverfolgung (mit Matteo Fiorin, Christian Fantini und Renata Favero)